# Peter Cronan
Peter Joseph Cronan (Bourne, 13 gennaio 1955) è un ex giocatore di football americano statunitense che ha giocato nel ruolo di linebacker nella National Football League (NFL). Fu scelto nel corso del secondo giro (51º assoluto) del Draft NFL 1977 dai Seattle Seahawks. All'università giocò a football al Boston College.

## Carriera professionistica
Beeson fu scelto nel corso del secondo giro del Draft 1977 dai Seattle Seahawks. Dopo disputato 45 partite nelle prime tre stagioni, dopo cinque gare della stagione 1981 passò ai Washington Redskins. Con essi raggiunse due Super Bowl consecutivi, vincendo il Super Bowl XVII. Si ritirò dopo la stagione 1985 e 90 partite come professionista.

## Palmarès
- Super Bowl : 1

Washington Redskins: Super Bowl XVII
- National Football Conference Championship: 2

Washington Redskins: 1982, 1983

## Statistiche
| Partite totali | 90 |
| Intercetti     | 2  |